# Liam Moreau
Liam Moreau (15 december 2007) is een Belgisch voetballer die sinds 2024 uitkomt voor RFC de Liège.

## Clubcarrière
Moreau genoot zijn jeugdopleiding bij RFC Messancy, Racing FC Union Luxemburg, Sporting Charleroi, Standard Luik en Excelsior Virton. In juni 2024 ondertekende hij een tweejarig contract met optie op een extra jaar bij RFC de Liège. Op 8 september 2024 maakte hij zijn officiële debuut voor het eerste elftal van RFC de Liège: in de bekerwedstrijd tegen Etoile Elsautoise (3-1-winst) liet trainer Gaëtan Englebert hem in de 85e minuut invallen voor Mohamed Mouhli. Op 18 oktober 2024 mocht hij zijn debuut in Eerste klasse B vieren: in de 1-2-zege tegen Francs Borains liet Englebert hem in de blessuretijd invallen voor Jérémie Lioka.

## Clubstatistieken
| Seizoen         | Club            | Land            | Competitie      | Competitie | Competitie | Beker | Beker | Supercup | Supercup | Europees | Europees | Totaal | Totaal |
| Seizoen         | Club            | Land            | Competitie      | Wed.       | Dlp.       | Wed.  | Dlp.  | Wed.     | Dlp.     | Wed.     | Dlp.     | Wed.   | Dlp.   |
| --------------- | --------------- | --------------- | --------------- | ---------- | ---------- | ----- | ----- | -------- | -------- | -------- | -------- | ------ | ------ |
| 2024/25         | RFC de Liège    | Vlag van België | Eerste klasse B | 1          | 0          | 1     | 0     | —        | —        | —        | —        | 2      | 0      |
| Carrière totaal | Carrière totaal | Carrière totaal | Carrière totaal | 1          | 0          | 1     | 0     | 0        | 0        | 0        | 0        | 2      | 0      |

Bijgewerkt op 11 januari 2025.